# Paula del Río

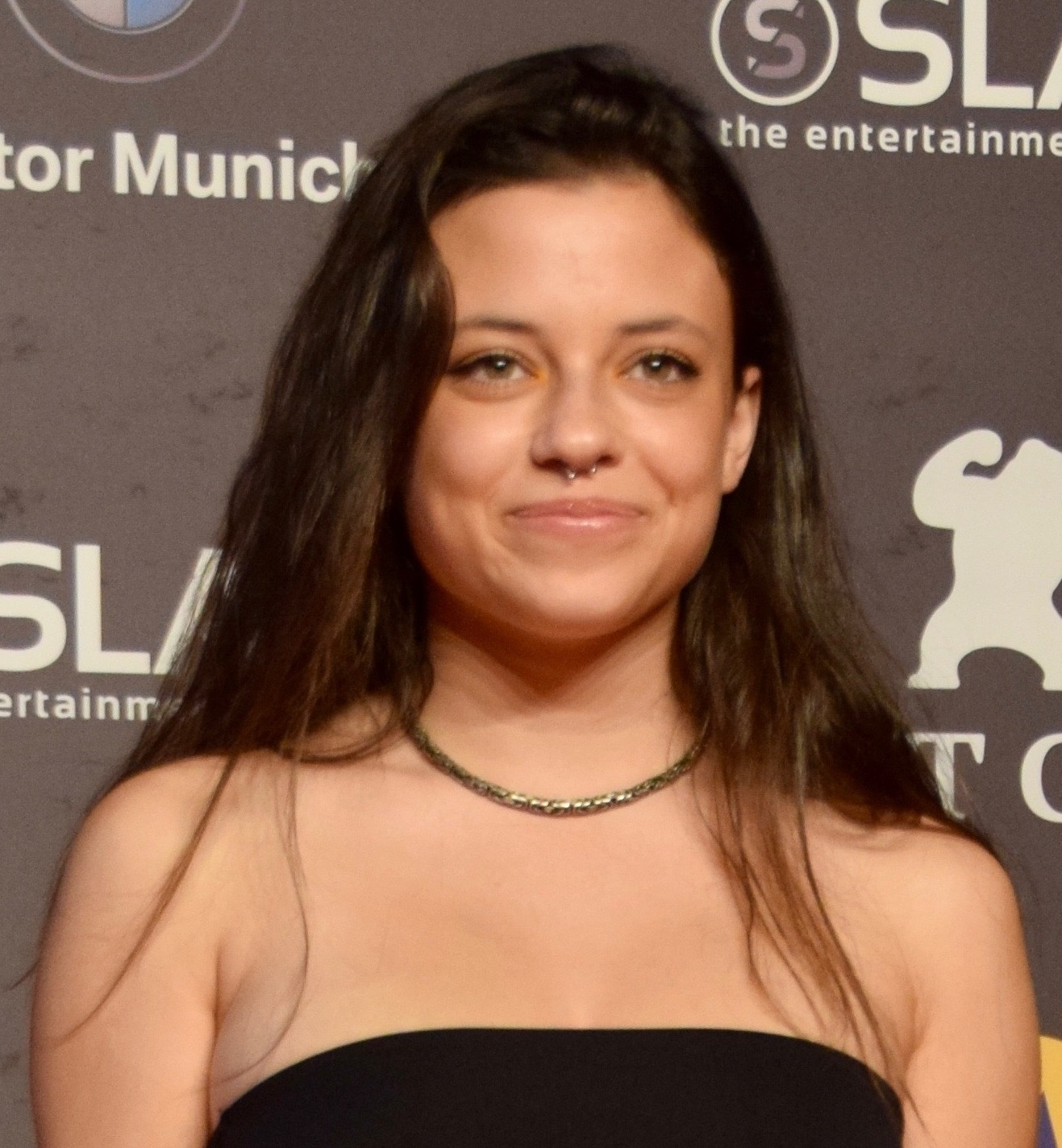
Paula del Río (2018)

Paula del Río Segura (* 28. Februar 2000 in Barcelona) ist eine spanische Schauspielerin.

## Leben und Karriere
Paula del Río wurde in Barcelona geboren. Sie ist die Cousine der Schauspielerin Andrea del Río. Bereits im Alter von zehn Jahren begann sie mit der Schauspielerei und trat 2010 in ihrem ersten Kurzfilm Levedad auf. Anschließend war sie 2015 in dem Film El desconocido zu sehen. Außerdem bekam sie 2018 in Gun City eine Nebenrolle. 2019 wurde sie für den Film Cuerdas gecastet. Von 2021 bis 2022 belegte sie in der Serie El internado: Las Cumbres eine der Hauptrollen.

## Filmografie
Filme
- 2015: El desconocido
- 2018: Gun City (La sombra de la ley)
- 2019: Cuerdas

Serien
- 2017: Centro médico
- 2018: Servir y proteger
- 2019: Hospital Valle Norte
- 2019: Bany Compartit
- 2021–2022: El Internado: Las Cumbres

## Auszeichnungen

### Gewonnen
- 2015: Mestre Mateo Award in der Kategorie „Beste Hauptdaratellerin“[5]
- 2020: Grimmfest Award in der Kategorie „Beste Hauptdaratellerin“[6]

### Nominiert
- 2015: CEC in der Kategorie „Beste Nachwuchsdarstellerin“|[7]